# Janez Kozinc
Janez Kozinc (ur. 21 sierpnia 1975 w Celje) – słoweński duchowny katolicki, biskup murskosobocki (nominat).

## Życiorys
Święcenia kapłańskie otrzymał 29 czerwca 2010 i został inkardynowany do diecezji Celje. 
18 czerwca 2025 papież Leon XIV mianował go ordynariuszem diecezji Murska Sobota.